# Embriogeneza

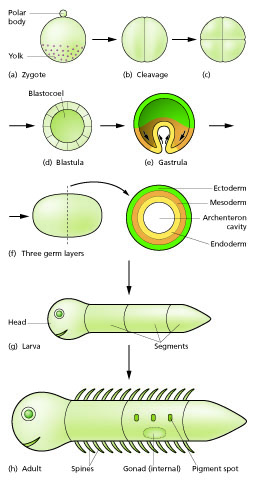
Embriogeneza

Embriogeneza, rozwój zarodkowy – rozwój zarodka, który rozpoczyna się w chwili zapłodnienia, aż do momentu wydostania się (klucia) zarodka z osłon jajowych (u jajorodnych) lub do opuszczenia układu rozrodczego samicy (urodzenie u żyworodnych).
Stadia rozwoju zarodkowego:
- zapłodnienie
- bruzdkowanie
- gastrulacja
- neurulacja
- organogeneza

## Embriogeneza roślin
Embriogeneza somatyczna jest procesem biologicznym, podczas którego formują się zarodki z komórek wegetatywnych. Przebiega on w warunkach in vitro i jest formą rozmnażania wegetatywnego. Zarodki somatyczne są to struktury o wyraźnej biegunowości, która w wyniku ich dalszego rozwoju odpowiada polaryzacji pęd-korzeń. Stosowana powszechnie w warunkach in vitro metoda pobudzania do rozwoju pąków pachwinowych lub indukcji pąków przybyszowych polega na namnażaniu pąków i pędów, czyli struktur jednobiegunowych. Odtworzenie korzeni przybyszowych zachodzi w kolejnym etapie rozmnażania klonalnego w laboratorium lub w mnożarkach szklarniowych. Efektem końcowym embriogenezy somatycznej jest kompletna roślina z wykształconym jednym liścieniem (u jednoliściennych) lub dwoma liścieniami (u dwuliściennych, a także epikotylem i korzonkiem zarodkowym).
Embriogeneza somatyczna może znaleźć istotne zastosowanie w szkółkarstwie i nasiennictwie, ze względu na niezwykle wysoki współczynnik rozmnażania.